# Oh My Ghost
Oh My Ghost (오 나의 귀신님?, O na-ui gwisinnimLR, lett. Oh mio fantasma, conosciuta anche come Oh My Ghostess) è una serie televisiva sudcoreana trasmessa su tvN dal 3 luglio al 22 agosto 2015. In italiano è disponibile, sottotitolata, su Prime Video.
Nel 2018 è stato realizzato un remake thailandese con protagonisti Nuengthida Sophon, Gypsy Keerati Mahapreukpong e Pae Arak Amornsupasiri.

## Trama
Na Bong-sun è una ragazza estremamente timida e con poca autostima, non ha amici ed è continuamente rimproverata sul posto di lavoro, il Sun Restaurant, dove è assistente dello chef e lavapiatti. Dalla nonna sciamana, Bong-sun ha inoltre ereditato la capacità non gradita di vedere i fantasmi, che la tormentano e le impediscono di dormire, minando ulteriormente le sue prestazioni lavorative.
Intanto, il fantasma di una ragazza di nome Shin Soon-ae vaga per Seul possedendo i corpi di più donne possibile per trovare un uomo con abbastanza forza vitale da sopportare il gelo di un fantasma e perdere con lui la verginità, chiudendo così con il mondo terreno e passando nell'aldilà. Inseguita da una medium incaricata di fermarla, Soon-ae entra nel corpo di Bong-sun, ritrovandosi, a pericolo passato, incapace di uscirne; inizia quindi a viverne la vita, sorprendendo i colleghi di lavoro per il repentino cambio di atteggiamento, non più remissivo, ma deciso e sicuro di sé. Al Sun Restaurant, Soon-ae trova l'uomo che cercava nel capo di Bong-sun, l'arrogante chef Kang Sun-woo: quest'ultimo non ha ancora superato la cotta per la sua amica del college Lee So-hyung, ora produttrice televisiva, che si fidanzò con il migliore amico di Sun-woo ignara dei sentimenti dello chef; ma, quando Bong-sun sembra apparentemente liberarsi della sua timidezza per diventare una donna dinamica e sicura di sé, cattura la sua attenzione.
Nel frattempo, riacquistati i ricordi della sua vita precedente, Soon-ae cerca di capire come sia morta, e il mistero vede coinvolto anche il cognato di Sun-woo, il gentile poliziotto Choi Sung-jae.

## Personaggi
- Kang Sun-woo, interpretato da Jo Jung-suk
Chef e proprietario del Sun Restaurant, è un uomo sicuro di sé che tiene molto ai suoi collaboratori, anche se lo nasconde.
- Na Bong-sun, interpretata da Park Bo-young e Lee Yoo-joo (da bambina)
Una ragazza timida e remissiva che lavora come assistente dello chef al Sun Restaurant, ma che principalmente lava i piatti e fa le pulizie. La sua unica parente in vita è la nonna, che l'ha cresciuta dopo la morte dei genitori. Ha una cotta segreta per Sun-woo da ancora prima che iniziasse a lavorare al ristorante e tiene un blog di cucina, intitolato You are my sunshine.
- Shin Soon-ae, interpretata da Kim Seul-gi
Figlia del proprietario di un piccolo ristorante, è morta in circostanze misteriose. È una ragazza decisa e sfacciata e ha una cotta per Choi Sung-jae.
- Choi Sung-jae, interpretato da Lim Ju-hwan e Jung Soo-hwan (da adolescente)
Ufficiale di polizia, è un uomo dolce, gentile e disponibile sposato da tre anni con Eun-hee. Dopo aver vissuto in orfanotrofio, è stato adottato da una coppia, che però ha iniziato a ignorarlo alla nascita del figlio naturale.
- Lee So-hyung, interpretata da Park Jung-ah
Produttrice televisiva e amica di Sun-woo.
- Kang Eun-hee, interpretata da Shin Hye-sun
La sorella minore di Sun-woo, tre anni prima era una ballerina prima che un pirata della strada la investisse, facendole perdere l'uso delle gambe.
- Heo Min-soo, interpretato da Kang Ki-young
Il sous chef del Sun Restaurant.
- Jo Dong-chul, interpretato da Choi Min-chul
Cuoco del Sun Restaurant, mente sulla sua età, dicendo di essere più giovane.
- Seo Joon, interpretato da Kwak Si-yang
Cuoco del Sun Restaurant.
- Choi Ji-woong, interpretato da Oh Ui-sik
Cuoco del Sun Restaurant.
- Jo Hye-young, interpretata da Shin Eun-kyung
La madre di Sun-woo ed Eun-hee, è stata una madre assente perché ha avuto i figli quando era giovane e li ha lasciati a una zia per poter continuare gli studi.
- Shin Myung-ho, interpretato da Lee Dae-yeon
Il padre di Soon-ae.
- Shin Kyung-mo, interpretato da Lee Hak-joo
Il fratello scansafatiche di Soon-ae, quando Bong-sun, posseduta da Soon-ae, inizia a girare attorno al ristorante della sua famiglia, si convince prima che sia innamorata di suo padre, poi che sia interessata a lui.
- Sciamana Seobingo, interpretata da Lee Jung-eun
- Han Jin-goo, interpretato da Kim Sung-bum
Poliziotto partner di Sung-jae.
- Padre adottivo di Sung-jae, interpretato da Kim Seung-hoon
- Joo Chang-gyu/Yoon Chang-sub, interpretato da Choi Woong
Defunto fidanzato di So-hyung.
- Nonna di Bong-sun, interpretata da Lee Joo-sil
- Agente Kang, interpretata da Ryu Hyun-kyung (episodi 13-14)
- Edward Seo, interpretato da Seo In-guk (episodio 16)
Nuovo sous chef del Sun Restaurant dopo la promozione di Min-soo.

## Ascolti
| Episodio | Data di trasmissione | Dati TNMS | Dati AGB |
| -------- | -------------------- | --------- | -------- |
| 1        | 3 luglio 2015        | 3,2%      | 2,65%    |
| 2        | 4 luglio 2015        | 3,3%      | 2,66%    |
| 3        | 10 luglio 2015       | 3,9%      | 3,37%    |
| 4        | 11 luglio 2015       | 4,2%      | 2,98%    |
| 5        | 17 luglio 2015       | 3,8%      | 3,59%    |
| 6        | 18 luglio 2015       | 4,2%      | 3,35%    |
| 7        | 24 luglio 2015       | 3,8%      | 3,80%    |
| 8        | 25 luglio 2015       | 4,8%      | 3,60%    |
| 9        | 31 luglio 2015       | 4,6%      | 3,66%    |
| 10       | 1 agosto 2015        | 4,8%      | 3,49%    |
| 11       | 7 agosto 2015        | 4,7%      | 4,21%    |
| 12       | 8 agosto 2015        | 4,9%      | 4,39%    |
| 13       | 14 agosto 2015       | 6,1%      | 5,08%    |
| 14       | 15 agosto 2015       | 6,1%      | 5,45%    |
| 15       | 21 agosto 2015       | 6,2%      | 5,34%    |
| 16       | 22 agosto 2015       | 8,0%      | 7,34%    |

## Colonna sonora
1. Stay – Ben
2. Oh My Ghost (오 나의 귀신님) – Han So-hyun e Jamie Park
3. Leaving (떠난다) – Park Bo-young
4. Eyes – Jay Park
5. Leaving (Harmonica Ver.)
6. Oh My Ghost (Solo Ver.) – Han So-hyun
7. Eyes (Inst.)
8. Oh My Ghost (Trumpet Ver.)
9. Oh My Ghost Title
10. Start Talking (얘기의 시작)
11. Oh My Ghost Main Theme
12. 용산찬가
13. Beyond the Last
14. Think of You (너를 생각하며)
15. Writing a Letter at Midnight (밤 12시에 쓰는 편지)
16. Sorrowful Ghost
17. Living Death (죽기 살기)
18. Hide and Seek (술래잡기)
19. 밀당
20. Family (가족)
21. Two Faces (두 얼굴)
22. 남겨진 자
23. 낭만 일탈